# NV Ingenieurskantoor voor Scheepsbouw

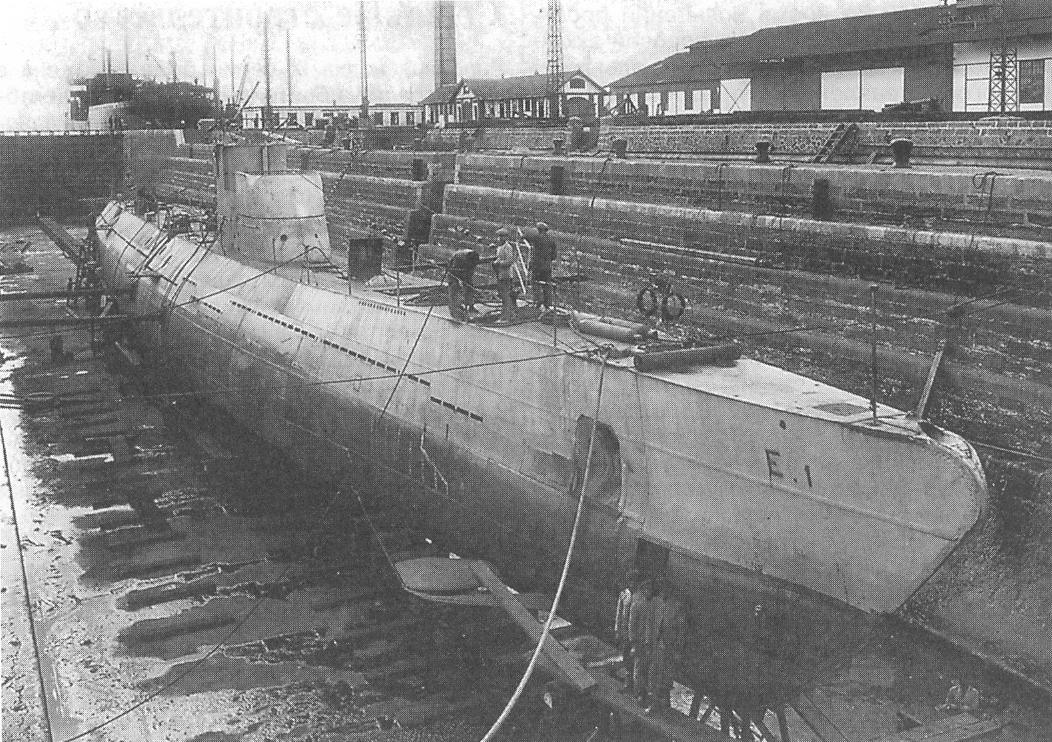
De in Spanje in 1929-1930 gebouwde E-1 voor Turkije

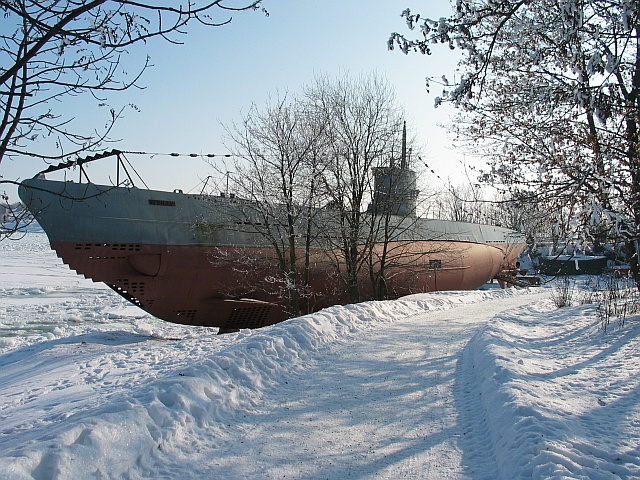
De voor Finland gebouwde Vesikko

NV Ingenieurskantoor voor Scheepsbouw (afgekort IvS), was een Nederlandse mantelorganisatie van de Duitse Reichsmarine. Het bedrijf was na de Eerste Wereldoorlog opgericht om Duitse kennis van de bouw van duikboten op peil te houden en te ontwikkelen. Het Nederlandse bedrijf werd gebruikt om de beperkingen van het Verdrag van Versailles te omzeilen.
Het IvS was een samenwerkingsverband tussen de Duitse scheepswerven AG Vulcan in Stettin, de Krupp Germaniawerf in Kiel en de AG Weser in Bremen. Het werd in juli 1922 opgericht en was gevestigd aan de Kneuterdijk in Den Haag. Later verhuisde het IvS naar een bakstenen art-decogebouw aan de Gedempte Burgwal 1, middenin de Joodse buurt van Den Haag.
De eerste opdracht was het ontwerp van twee onderzeeboten voor Spanje. Deze waren verwant aan het type UB III van de Kaiserliche Marine. De Rotterdamse werf Fijenoord bouwde tussen 1925 en 1927 twee door IvS ontworpen onderzeeboten voor Turkije onder licentie van Krupp. Van 1927 tot 1933 werden vijf onderzeeboten naar het ontwerp van het IvS gebouwd in Finland.
In 1931 publiceerde de krant Het Volk over torpedolanceerinrichtingen die door de Utrechtse fabriek M.E.A.F. naar ontwerp van het IvS gefabriceerd werden voor verkoop aan 'het buitenland'. Ook hier werd vermeld dat het IvS in Duitse handen was.
Bij de training van de bemanning en bij de proefvaarten waren Duitsers betrokken, die hiermee weer operationele ervaring opdeden met de nieuwe onderzeebootontwerpen. Na de machtsovername van de nationaalsocialisten in 1933 werd in Kiel een opleiding begonnen voor onderzeebootbemanningen en begon Duitsland weer met de opbouw van een onderzeebootvloot.